# Farida Osman
Farida Osman (arabisch فريدة هشام عثمان, geboren am 18. Januar 1995 in Indianapolis, Indiana, Vereinigte Staaten) ist eine ägyptische Schwimmerin, die als erste Athletin ihres Landes eine Medaille bei Weltmeisterschaften gewann.

## Leben und Karriere

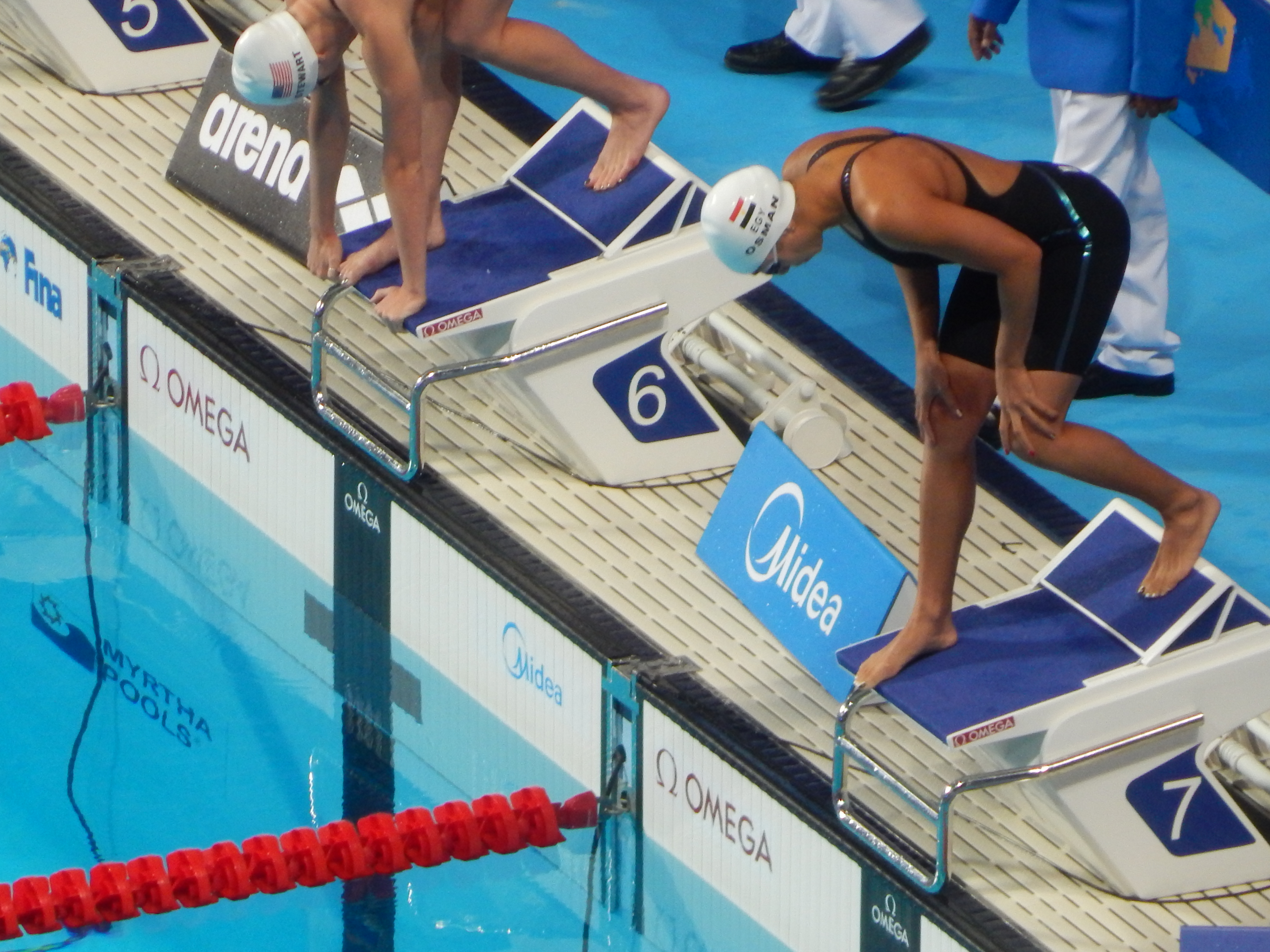
Kazan 2015 – Farida Osman

Farida Osman ist die Tochter von Randa Elsalawy und Hisham Osman. Sie ist in den USA geboren, wuchs aber in Ägypten auf. Schon mit 5 Jahren wollte sie Schwimmerin werden.
Ihre erste internationale Medaille gewann sie 2011 bei den Jugend-Schwimmweltmeisterschaften in Lima. Dort stellte sie mit 26,69 s in 50 Meter Schmetterling einen neuen Rekord der Jugend-Schwimmweltmeisterschaften auf und gewann Gold. Sie ist damit die erste Schwimmerin ägyptischer Nationalität, die eine Goldmedaille bei Jugend-Weltmeisterschaften gewann.
2013 konnte sie bei den Mittelmeerspielen den ersten Platz im Wettkampf über 50 Meter Schmetterling belegen. Bei den folgenden Mittelmeerspielen konnte sie einen noch größeren Erfolg verbuchen; sie gewann wieder Gold über 50 Meter Schmetterling sowie Gold über 50 Meter Freistil und Silber auf 100 Meter Schmetterling.
Osman nahm erstmals 2012 mit 17 Jahren an Olympischen Spielen teil. Sie kam im Wettkampf über 50 Meter Schmetterling mit 26,34 s auf Platz 41. 2016 gehörte sie wieder dem ägyptischen Team für die Olympischen Sommerspiele an. Sie startete bei 50 Meter Freistil und kam auf Platz 18, bei 100 Meter Schmetterling erreichte sie Platz 11. Bei den Olympischen Sommerspielen 2020, die wegen der COVID-19-Pandemie erst 2021 stattfanden, startete sie in drei Disziplinen: 50 Meter Freistil (Platz 24), 100 Meter Freistil (Platz 33) und 100 Meter Schmetterling (Platz 20).
Als sie bei den Schwimmweltmeisterschaften 2017 in Budapest über 50 Meter Schmetterling mit 25,39 s eine Bronzemedaille gewann, wurde sie zur ersten ägyptischen Schwimmerin, die eine Bronzemedaille bei einer Schwimmweltmeisterschaft feiern konnte. Gleichzeitig stellte sie auch einen Afrika-Rekord auf. Ihren Erfolg konnte sie 2019 wiederholen. 2022 wurde sie bei den Schwimmweltmeisterschaften auf 50 Meter Schmetterling Vierte und stellte  mit 25,38 s einen neuen Afrika-Rekord auf. Auch über 100 Meter Schmetterling schwamm sie einen neuen afrikanischen Rekord mit 57,66 s und kam auf Platz 7. Bei den Schwimmweltmeisterschaften 2023 in Fukuoka kam sie über 50 Meter Schmetterling auf Platz 4. Ein Jahr später gewann sie in Doha in demselben Wettbewerb die Bronzemedaille, als sie die 50 Meter-Strecke in 25,67 s zurücklegte. Kurz darauf konnte sie bei den Afrikaspielen 2023, die erst im März 2024 stattfanden, über 50 Meter und 100 Meter Schmetterling jeweils die Goldmedaille gewinnen, über 100 Meter Freistil gewann sie Silber.
Osman ist vielfache Goldmedaillengewinnerin bei den Afrikaspielen, ägyptische Landesmeisterin und Rekordhalterin.
Seit 2014 wird sie von Teri Mckeerer trainiert. Sie gilt als die schnellste Schwimmerin Ägyptens und Afrikas.

## Auszeichnungen
- 2017: Mohamed Bin Rashed Al Maktoum Creative Sport Award für herausragende Leistungen im Sport[5]
- 2017: World Athletic Award als beste afrikanische Athletin, verliehen von der Association Of National Olympic Committees[6]